# Адам Кароль Чарторийський
Адам Кароль Ісус Марія Юзеф Чорторийський (пол. Adam Karol Jesus Maria Józef Czartoryski; ісп. Adán Carlos Jesús María José Francisco de Sales y todos los Santos Czartoryski-Bórbon Krasinski y Orléans) (2 січня 1940, Севілья) — польсько-іспанський аристократ, князь, засновник і президент Фонду князів Чорторийських у Кракові.
Прямий нащадок Великих князів Литовських, Руських (Українських) і Жемайтійських. У випадку відновлення Великого князівства Литовського, Руського і Жемайтійського, відповідно до законів престолонаслідування має найбільші права на престол на теренах, що входили до ВКЛ (Литва, Білорусь, Україна).

## Біографія
Представник давнього польсько-литовського-українського княжого роду Чорторийських. Старший син князя Августина Юзефа Чорторийського (1907—1946) і Марії де лос Долорес Бурбон-Сицилійської (1909—1996), інфанти Іспанії.
Князь Адам Кароль є єдиним прямим спадкоємцем по чоловічій лінії представників старшої лінії правлячих князів Великого князівства Литовського, Руського (Українського) і Жемайтійського.
По материнській лінії є двоюрідним братом короля Іспанії Хуана Карлоса I.
Після падіння залізної завіси в 1989 році, Верховний суд Польщі повернув Музей Чорторийських та Бібліотеку Чорторийських у Кракові Адаму Каролю, як їхньому законному власнику.
22 вересня 1991 заснував Фонд князів Чорторийських, які опікуються й підтримують Музей та Бібліотеку. До Фонду також увійшли нащадки княжих родів Любомирських, Потоцьких та інш.

## Родина
25 січня 1977 р. одружився з Норою Пікото (Nora Picciotto). У шлюбі народилась донька: Тамара Лаура Чорторийська. 1986 року подружжя розійшлося.
12 грудня 2000 р. одружився вдруге з Жозеті Каліл (Josette Calil).

## Нагороди
- Лицар Ронда (Real Maestranza de Caballeria de Ronda)
- Лицар Мадриду (Hijos Dalgo de la Nobleza de Madrid)
- Лицар Священного ордену Святого Георгія (Sacro Militare Ordine Costantiniano di San Giorgio Napoli, Italia)
- Лицар Мальтійського Ордену
- Лицар Командорського Хреста Відродження Польщі (Polonia Restituta)
- Член Ордену Mozarabes de Toledo